# Ільницький Дмитро Андрійович
Дмитро́ Андрі́йович Ільни́цький (нар. 29 листопада 1990; Житомир, УРСР — пом. 29 листопада 2014; Донецька область, Україна) — лейтенант, командир аеромобільного десантного взводу 95-ї Житомирської окремої аеромобільної бригади (за іншими даними, перебував у складі новоствореної 81-ї окремої десантно-штурмової бригади) Високомобільних десантних військ Збройних Сил України.

## Життєпис
Дмитро Ільницький народився 29 листопада 1990 року в місті Житомир.
З 1997 року навчався в Житомирській міській гуманітарній гімназії № 23. З 2001—2005 р. навчався в Житомирській міській гімназії № 3. У 2007 році вступив до Житомирського торговельно-економічного коледжу. Потім був студентом Житомирського кооперативного коледжу бізнесу і права та агроекологічного університету. У червні 2013 року закінчив факультет обліку і фінансів Житомирського національного агроекологічного університету. У цьому виші проходив навчання на військовій кафедрі за військовою спеціальністю.

## Участь в АТО
11 березня 2014 року Дмитро Ільницький добровільно вступив до лав Збройних Сил України, був призваний до 95-ї ОАМБр. З весни 2014 року брав участь в антитерористичній операції на сході України.

### Обставини загибелі
Зазнав важкого поранення 29 листопада під час обстрілу в селищі Піски (Ясинуватський район Донецької Області) поблизу Міжнародного аеропорту Донецьк. 30 листопада 2014 року о 3-й годині ранку поранений, не приходячи до тями, помер у лікарні міста Красноармійськ Донецької області. У тому бою важких поранень зазнав Іван Лесніков.
Поховали Дмитра на Смолянському військовому кладовищі в місті Житомирі. Залишилися батьки, в яких він був єдиним сином.

## Нагороди
- Указом Президента України № 270/2015 від 15 травня 2015 року нагороджений орденом Богдана Хмельницького III ступеня (посмертно) «За особисту мужність і високий професіоналізм, виявлені у захисті державного суверенітету та територіальної цілісності України, вірність військовій присязі»[4].
- Нагороджений нагрудним знаком «За оборону Донецького аеропорту» (посмертно).

## Вшанування пам'яті
- 26 травня 2015 року на фасаді будівлі житомирської гімназії № 3 (вулиця Михайла Грушевського, 8), де Дмитро Ільницький навчався з 2001 по 2005 рік, було відкрито меморіальну дошку[5].

- Щорічно проводиться міський турнір з волейболу «Герої серед нас» між командами студентів коледжів та вузів Житомира у спорткомплексі Житомирського національного агроекологічного університету, де вчився Дмитро[6].